# 林錫添
林錫添（1981年—），綽號「史提」， 荃灣社區網絡成員，曾任香港荃灣區議會楊屋道選區議員。

## 參選區議會
2015年，傘兵林錫添代表荃灣社區網絡出選楊屋道，挑戰民主建港協進聯盟「雙料」議員陳恒鑌，最終以842票之差，未能當選。2019年，林錫添代表荃灣社區網絡於楊屋道選區捲土重來，對手包括陳恆鑌的徒弟伍俊瑜及Plan B黃晚就，最終林以2788票成功當選，連同德華、荃灣南兩個選區的民主派候選人劉肇軒、陸靈中雙雙當選，三人一同結束建制派壟斷荃灣市中心12年的局面。

## 區議會選舉結果

### 2015年
| 政党   | 政党             | 候选人    | 票数  | %     | ±      |
| ------ | ---------------- | --------- | ----- | ----- | ------ |
|        | 民主建港協進聯盟 | ①. 陳恒鑌 | 2,075 | 62.73 | -13.43 |
|        | 荃灣社區網絡     | ②. 林錫添 | 1,233 | 37.27 | 不適用 |
| 多数票 | 多数票           | 多数票    | 842   | 25.45 | 不適用 |

### 2019年
| 政党   | 政党             | 候选人    | 票数  | %     | ±      |
| ------ | ---------------- | --------- | ----- | ----- | ------ |
|        | 民主建港協進聯盟 | ①. 伍俊瑜 | 2,614 | 47.44 | 不適用 |
|        | 獨立             | ②. 黃晚就 | 108   | 1.96  | 不適用 |
|        | 荃灣社區網絡     | ③. 林錫添 | 2,788 | 50.60 | +13.33 |
| 多数票 | 多数票           | 多数票    | 174   | 3.16  | 不適用 |

## 議會問政

### 初入議會
2020年1月9日，荃灣區議會首次舉行會議，出席的荃灣民主派區議員，帶同頭盔放在席上，表達與反對逃犯條例修訂草案運動示威者同行，荃灣社區網絡區議員林錫添在會議中支持公民黨陳琬琛擔任主席，並贊成工黨趙恩來動議修改會議常規取消授權票制度、新民主同盟潘朗聰動議准許所有出席會議人士可進行直播拍攝錄影及錄音、公民黨黃家華動議取消增選委員，亦支持謝旻澤為反送中運動運動中犧牲的人默哀一分鐘的建議，表決通過後林錫添隨即與所有在席議員站立默哀。

### 要求政府立即無限期全面封閉所有港中關口至疫情完結，並向香港市民派發政府囤積口罩
荃灣社區網絡楊屋道區議員林錫添與荃灣民主派區議員接獲大量市民投訴香港政府防疫工作散漫，故去信行政長官林鄭月娥、政務司司長張建宗、食衛局局長陳肇始及保安局局長李家超，要求政府立即無限期全面封閉所有港中關口至疫情完結，並向香港市民發放政府囤積口罩。

## 被澳門拒絕入境
2016年10月9日，荃灣社區網絡成員林錫添與友人到澳門時被拒入境，他表示今年8月到澳門曾成功入境。